# Permission to Dance
Permission to Dance è un singolo del gruppo musicale sudcoreano BTS, pubblicato il 9 luglio 2021.

## Antefatti e pubblicazione
«Ed ci ha mandato questa canzone straordinariamente buona, e appena l'abbiamo sentita non siamo proprio riusciti a resistere. Abbiamo pensato anche che si adattasse davvero bene alla nostra immagine, quindi l'abbiamo fatta e basta.»

— J-Hope a Entertainment Weekly
Il 14 giugno 2021 i BTS hanno annunciato che il 9 luglio sarebbe uscito il CD di Butter, con una traccia inedita come lato B. Il suo titolo, Permission to Dance, è trapelato accidentalmente qualche ora dopo attraverso Universal Music Japan. Il 27 giugno, Ed Sheeran ha rivelato in un'intervista con Most Requested Live di aver scritto una nuova canzone per il gruppo dopo Make It Right, che sarebbe stata inclusa nel loro nuovo disco. Titolo e autori del singolo sono stati ufficialmente annunciati il 1º luglio.
La realizzazione di Permission to Dance è durata circa otto mesi ed è stata condotta a distanza a causa della pandemia di COVID-19. I testi originali erano più personali, simili a una proposta di matrimonio, ma i BTS hanno chiesto che venissero modificati per trasmettere energia positiva e speranza.
Il 23 luglio è uscito un remix R&B.

## Descrizione
Permission to Dance è la terza canzone in inglese del settetto, un pezzo dance pop con elementi rétro derivanti da un ensemble di archi e percussioni. Ha un approccio completamente vocale, con anche i rapper del gruppo – RM, Suga e J-Hope – che cantano. Inizia in mi2, seguendo una progressione armonica discendente, tranne nel pre e post-ritornello, dove scende di un semitono da do diesis minore a do sulla parola "worry" prima di passare a un accordo di la. Le strofe sono suonate da sintetizzatori e chitarre, mentre i ritornelli da bassi e batterie. L'ultimo ritornello dopo il bridge sostituisce gli strumenti con battiti di mani e un'armonia a cappella.
Il testo parla di abbracciare i propri sogni e andare avanti con la propria vita, analogamente a Life Goes On, e Rhian Daly di NME l'ha descritta come "un'ode al potere liberatorio, guaritore della musica". Il messaggio centrale è contenuto nel verso "We don't need to worry / 'Cause when we fall we know how to land" ("Non c'è bisogno che ci preoccupiamo / Perché quando cadiamo sappiamo come atterrare"), espresso in precedenza da Suga in un'intervista.

## Esibizioni dal vivo
La coreografia di Permission to Dance incorpora le parole "divertimento", "danza" e "pace" nella lingua dei segni internazionale. La prima esibizione è avvenuta il giorno stesso dell'uscita al termine del talk show A Butterful Getaway trasmesso in streaming su Naver Now. Il debutto televisivo è stato il 13 luglio al Tonight Show, su un palco al chiuso decorato da palloncini bianchi e viola.
Il 20 settembre 2021, un'esibizione di Permission to Dance al palazzo di vetro è stata trasmessa dopo il loro intervento alla 76ª assemblea generale delle Nazioni Unite. Sei giorni dopo, il pezzo ha aperto il concerto globale in streaming Global Citizen Live; i BTS si sono esibiti di notte all'esterno del Namdaemun insieme a quaranta ballerini.

## Video musicale
In contemporanea con l'uscita del singolo, è stato caricato online il video musicale, girato all'inizio di giugno intorno al monte Eulwang, nella zona ovest dell'isola di Yeongjong, Incheon. Lungo quasi 5 minuti, mostra panorami desertici e cittadine del sud-ovest americano mentre alterna scene in cui i BTS ballano in modo spensierato in denim e accessori da cowboy ad inquadrature con persone di varie età e nazionalità che danzano in contesti quotidiani, immaginando un mondo dove la pandemia di COVID-19 è terminata. Al termine, il gruppo e una grande crew ballano davanti a decine di palloncini viola che fluttuano verso il cielo. La clip è stata vista 72,3 milioni di volte nelle prime ventiquattr'ore, raggiungendo i 100 milioni il giorno successivo. Dal caricamento al 14 agosto 2023 ha raccolto 600 milioni di contatti.

## Accoglienza
| Recensione | Giudizio |
| ---------- | -------- |
| IZM        |          |
| NME        |          |

In una recensione complessivamente positiva, Rhian Daly di NME ha ritenuto Permission to Dance "un po' stereotipata e prevedibile in alcuni punti", ma "un'innegabile ondata di energia contagiosa". Im Sun-hee di IZM ha commentato che "privata degli elementi sensazionali, può sembrare noiosa, ma ha una delicatezza che commuove".
Il 18 marzo 2022, Rolling Stone l'ha inserita in posizione 96 nella lista delle 100 canzoni migliori del gruppo, scrivendo che "il piacevole tormentone estivo [...] è soprattutto un messaggio di speranza — che la luce della passione non può mai essere estinta, e il mondo è colmo di bellezza".

## Tracce
Download digitale e streaming
Testi e musiche di Ed Sheeran, Steve Mac, Johnny McDaid, Jenna Andrews.
1. Permission to Dance – 3:07
2. Permission to Dance (R&B remix) – 3:36
3. Permission to Dance (Instrumental) – 3:07

CD (Butter), EP digitale (Butter / Permission to Dance) e streaming
1. Butter – 2:44 (Jenna Andrews, Rob Grimaldi, Stephen Kirk, RM, Alex Bilowtiz, Sebastian Garcia, Ron Perry)
2. Permission to Dance – 3:07 (Ed Sheeran, Steve Mac, Johnny McDaid, Jenna Andrews)
3. Butter (Instrumental) – 2:42
4. Permission to Dance (Instrumental) – 3:07

## Formazione
Crediti tratti da Genie.
Gruppo
- Jin – voce
- Suga – voce
- J-Hope – voce
- RM – voce
- Jimin – voce
- V – voce
- Jung Kook – voce

Produzione
- Jenna Andrews – produzione, scrittura, controcanto, produzione vocale
- Dave Arch – arrangiamento archi
- Alex Bilo – tastiera, tastiera e archi aggiuntivi
- Șerban Ghenea – missaggio
- Rob Grimaldi – registrazione
- John Hanes – assistenza al missaggio
- Stephen Kirk – produzione, tastiera, batteria, produzione vocale
- Chris Laws – batteria, registrazione
- Johnny McDaid – scrittura
- Steve Mac – produzione, scrittura, tastiera
- John Parricelli – chitarra
- Keith Parry – registrazione
- Pdogg – arrangiamento vocale, registrazione
- Dan Pursey – registrazione
- Juan "Saucy" Pena – registrazione
- Ed Sheeran – scrittura, basso

Remix R&B
- Hiss noise – remix, tastiera, sintetizzatore
- Pdogg – tastiera
- Park Jin-se – missaggio
- Chris Gehringer – mastering

## Successo commerciale
Appena uscita, Permission to Dance ha raggiunto la prima posizione nelle classifiche di iTunes di 92 Paesi in meno di ventiquattro ore, mentre su Spotify è entrata seconda nella classifica globale giornaliera con 7 339 385 stream.
Negli Stati Uniti Permission to Dance ha spodestato il singolo precedente del gruppo, Butter, dalla vetta della Billboard Hot 100, divenendo il quinto brano dei BTS a arrivare primo nella classifica americana; sono inoltre diventati il primo artista a rimpiazzare se stesso al numero uno della Hot 100 da Drake che ottenne tale risultato nel 2018. Ha debuttato con 15,9 milioni di stream, 140 000 download digitali e 1,1 milioni di radioascoltatori. È stata la quarta canzone più scaricata dell'anno con 404 000 download.
In Giappone ha venduto 18 232 download digitali nel corso della prima giornata di disponibilità. A settembre, Oricon ha riferito che il singolo aveva superato 100 milioni di stream, diventando la quinta canzone dei BTS a farlo. Ciò ha reso la band il secondo artista maschio ad avere almeno cinque canzoni con tale numero di stream; Official Hige Dandism è al primo posto con sette pezzi.

## Classifiche

### Classifiche settimanali
| Classifica (2021-22) | Posizione massima |
| -------------------- | ----------------- |
| Argentina            | 51                |
| Australia            | 6                 |
| Austria              | 28                |
| Canada               | 10                |
| Colombia             | 6                 |
| Corea del Sud        | 2                 |
| Costa Rica           | 8                 |
| El Salvador          | 10                |
| Francia              | 70                |
| Germania             | 23                |
| Grecia               | 26                |
| India                | 1                 |
| Irlanda              | 17                |
| Italia               | 67                |
| Lituania             | 16                |
| Malaysia             | 1                 |
| Nuova Zelanda        | 8                 |
| Paesi Bassi          | 62                |
| Perù                 | 1                 |
| Portogallo           | 17                |
| Regno Unito          | 16                |
| Repubblica Ceca      | 25                |
| Singapore            | 1                 |
| Slovacchia           | 26                |
| Spagna               | 83                |
| Stati Uniti          | 1                 |
| Svezia               | 91                |
| Svizzera             | 23                |
| Ungheria             | 33                |
| Vietnam              | 28                |

### Classifiche di fine anno
| Classifica (2021) | Posizione |
| ----------------- | --------- |
| Corea del Sud     | 25        |
| India             | 19        |
| Classifica (2022) | Posizione |
| Corea del Sud     | 57        |
| Classifica (2023) | Posizione |
| Corea del Sud     | 110       |

## Riconoscimenti
- Billboard Music Awards[72]
  - 2022 – Candidatura alla miglior canzone più venduta
- Circle Chart Music Awards[73]
  - 2022 – Artista dell'anno per la musica digitale (luglio)
- Japan Gold Disc Awards[74]
  - 2022 – Cinque migliori canzoni per lo streaming (Asia)
- Melon Popularity Award[75]
  - 19 luglio 2021
  - 26 luglio 2021
  - 2 agosto 2021
  - 9 agosto 2021
  - 16 agosto 2021
- Meus Prêmios Nick[76]
  - – Challenge hit dell'anno
- MTV Video Music Awards
  - 2022 – Candidatura alla miglior coreografia[77]
- Music Awards Japan
  - 2025 – Candidatura Miglior canzone K-pop in Giappone[78]

### Premi dei programmi musicali
- Inkigayo
  - 18 luglio 2021[79]
  - 8 agosto 2021[80]
  - 15 agosto 2021[81]
- Music Bank
  - 23 luglio 2021[82]
  - 30 luglio 2021[83]
- Show Champion
  - 21 luglio 2021[84]
  - 28 luglio 2021[85]
- Show! Eum-ak jungsim
  - 17 luglio 2021[86]

## Nella cultura di massa
Nel 2024, nella seconda edizione di Notte stellata, spettacolo dedicato alla memoria del terremoto e maremoto del Tōhoku del 2011, Shae-Lynn Bourne, Takahito Mura, Rika Hongō, Akiko Suzuki e Keiji Tanaka sul ghiaccio, e Yuzuru Hanyū sul megaschermo, hanno interpretato Permission to Dance. La scelta del brano è legata al desiderio di donare speranza alle persone.